# 시모네 바로네
시모네 바로네(이탈리아어: Simone Barone, Ufficiale OMRI, 1978년 4월 30일 ~ )는 은퇴한 이탈리아의 축구선수로, 2006년 FIFA 월드컵 이탈리아 축구 국가대표팀 우승 멤버이다.
키에보베로나, 팔레르모 등에서 에우제니오 코리니의 기둥 역할로서 크게 성장하였으며, 2004년 2월 18일에 열린 체코와의 경기에서 이탈리아 대표팀에 데뷔하였다. 2006년, 대표팀에서 은퇴하였다.